# Райнхард Хайдрих
Райнхард Тристан Ойген Хайдрих (на немски: Reinhard Tristan Eugen Heydrich) е германски държавен и политически деец, началник на Главно управление за имперска сигурност (РСХА), заместник (изпълняващ длъжността) на имперския протектор на Бохемия и Моравия, обергрупенфюрер от СС, временен началник на Гестапо и генерал от полицията.
Хайдрих е един от инициаторите на „окончателното решаване на еврейския въпрос“, координатор на дейностите по борба с вътрешните врагове на Третия райх. През 1940-те години Хитлер го смята за свой възможен приемник, но Хайдрих загива след атентат през 1942 г. Смъртта му предизвиква Унищожаването на Лидице или така наречения „Акт на отмъщение“ (Racheakt) на националсоциалистите.

## Биография

### Детство и младежки години
Хайдрих е роден през 1904 г. в Хале. Името, което получава при раждането си, е Райнхардт (Reinhardt). През 1932 г., в началото на кариерата си като офицер от СС, той официално променя изписването му на Райнхард (Reinhard).
Майката на Райнхард Хайдрих – Елизабет, по баща Кранц, произхожда от заможно семейство – баща ѝ ръководи кралската консерватория в Дрезден. Бащата на Райнхард, Бруно Хайдрих, е оперен певец и известен композитор. Оперите на Бруно Хайдрих са поставяни в театрите на Кьолн и Лайпциг. През 1899 г. той основава в Хале музикална школа за деца от средната класа, но така и не успява да влезе в градското висше общество – за гражданите той си остава чужденец, за което допринасят и слуховете за еврейския му произход, които са неверни и много модерни по онова време.
От ранни години Райнхард е възпитаван в духа на национализма. Родителите му са вдъхновени от труда „На какво се крепи XIX век“ на Хюстън Чембърлейн, посветен на „борбата между расите“. Когато започва Първата световна война, Хайдрих е на 10 години. Поражението на кайзерова Германия и абдикацията на император Вилхелм II са възприети от семейството като голяма трагедия.
През 1919 г., на 15-годишна възраст, Хайдрих, тогава още ученик, се увлича по политиката и постъпва в „Доброволческия корпус“ на Георг Лудвиг Рудолф Маркер – паравоенна националистическа организация. По разкази на съвременници, по това време характерът му става все по-затворен. Хайдрих започва активно да се занимава със спорт, да изгражда в себе си борчески дух.

#### Служба във флота (1920 – 1931)
Икономическата криза, обхванала следвоенна Германия, докарва музикалната школа на Хайдрих-баща до прага на фалита. Музикалната кариера не изглеждала никак перспективна, въпреки че Райнхард Хайдрих добре владее цигулката. Също така финансово безперспективна изглежда на Хайдрих и кариерата на химик, каквато е детската му мечта.
На 30 март 1920 г. Хайдрих постъпва във военноморското училище в Кил. Военноморският флот, с неговия строг кодекс на честта, се струва на Хайдрих част от елита на нацията. Тази увереност е подклаждана и от честия гост в дома на семейство Хайдрих – граф Феликс фон Люкнер. Още в началото на военната си кариера Хайдрих прави впечатление със спортните си и музикални таланти. През 1926 г. получава звание лейтенант и е назначен в политическата секция на флотското разузнаване в Кил. За растежа му в кариерата принос има бъдещият ръководител на Абвера и бъдещ адмирал Вилхелм Канарис, който по това време е старши офицер на крайцера „Берлин“. Отношенията на семейство Канарис с Хайдрих по това време са доста близки – така например, Хайдрих често свири в струнен квартет с жената на Канарис.
Въпреки това, отношенията на Хайдрих с колегите му не са особено добри. Както навремето на баща му, така и на него пречат слуховете, че има еврейски корени. Докато служи във флота, Хайдрих още по-активно се занимава със спорт и най-вече с модерен петобой, фехтовка и езда.
През декември 1930 г. на празничен бал Хайдрих се запознава с бъдещата си съпруга Лина фон Остен – селска учителка и се оженва за нея на 26 декември 1931 г. От този брак се раждат четири деца:
- Клаус Хайдрих (Klaus Heydrich, * 17 юни 1933; † 24 октомври 1943)
- Хайдер Хайдрих (Heider Heydrich, * 28 декември 1934)
- Зилке Хайдрих (Silke Heydrich, * 9 април 1939)
- Марте Хайдрих (Marte Heydrich, * 23 юли 1942)

Преди това Хайдрих има връзка с друга жена – дъщерята на началника на военноморската корабостроителница в Кил (по други данни – дъщеря на собственика на големия промишлен холдинг „ИГ Фарбениндустри“). Хайдрих прекъсва тази връзка, изпращайки по пощата изрезка от вестник, в която е обявен годежа му с Лина. Бащата на изоставеното момиче се обръща към шефа на ВМФ адмирал Ерих Редер с молба да повлияе на Хайдрих. Според кодекса на честта на ВМФ Хайдрих е извършил тежка простъпка, имайки отношения с две жени едновременно. Поведението на младия лейтенант е разгледано от съд на честта, оглавяван от самия Редер. На заседанието на съда на честта, Редер подхвърля, че дъщерята на „такъв човек“ е много по-достойна от „простовата селянка“. Хайдрих му отвръща с молба да не се намесва в избора му. През април 1931 г. адмирал Редер праща Хайдрих в запаса за „недостойно поведение“, без шансове да израсне в кариерата.
Марио Дедерихс отбелязва:
„Забележително е, че никога не се разкрива самоличността на младата дама или нейния баща (...) Сравненията, които правят авторите между имената в списъците на ученичките в колониалните дамски училища и тези на военните или на политическото ръководство на флота на Райха за периода 1929 – 1931 г. не дават никакъв резултат. Трябва да се отбележи също, че самият Хайдрих, дори когато е на върха на властта си в Третия райх, никога не предприема нищо срещу членовете на някогашния съд на честта.“

#### Служба в Шуцщафел (1931 – 1933)
През юни 1931 г. Райнхард Хайдрих постъпва в Националсоциалистическата германска работническа партия с препоръките на Карл фон Еберщайн, получава членска карта № 544 916 и се записва в бойните отряди на партията СС (Schutzstaffel – охранителни отряди) под № 10 120.
В този период Хайнрих Химлер започва организирането на дейността на СС – „Охранителните отряди на фюрера“. За по-добра координация на действията на СС, за да бъдат следени политическите противници и за участие в силови акции, на СС е необходима добре подготвена разузнавателна служба. Чрез приятеля си Карл фон Еберщайн, Хайдрих се запознава с Химлер през август 1931 г. и му представя предложенията си за създаване на служба за разузнаване към СС. Химлер одобрява идеята и му възлага да изгради организацията, получила името СД („Sicherheitsdienst“ (SD) – Служба за сигурност).
Основна задача на СД в началото на дейността ѝ е събирането на компромати за лица, заемащи видно положение в обществото и провеждането на информационни кампании за дискредитиране на политическите противници.
Скоро Хайдрих става важна фигура в нацистката партия и кариерата му стремително излита нагоре. През декември 1931 г. получава звание оберщурмбанфюрер от СС, а през юли 1932 г. – щандартенфюрер от СС.

#### Политическа борба (1933 – 1934)
Назначаването на Адолф Хитлер през 1933 г. на поста райхсканцлер означава за СА и СС възможност за реален достъп до властта и начало на разправата с опозицията. Чиновниците от времето на Ваймарската република, са до голяма степен заменени от членове на СА и СС и крайни привърженици на нацисткия режим. От старите кадри са оставени лоялните към новия режим професионалисти. Самият Хайдрих още през същата година е назначен за шеф на политическата полиция в Бавария.
Изглеждащият отвън идеално организиран Трети райх обаче е разкъсван отвътре от съперничещи си за властта групировки и организации като СА, СС, НСДАП, Вермахта и други тайни и полицейски организации.
Щурмоваците от СА, подчинени на Ернст Рьом (Ernst Röhm), предизвикват у Хитлер все по-голямо безпокойство. Офицерите и редовите членове на СА, имащи голяма заслуга за идването на Хитлер на власт, са недоволни, че СА е получила недостатъчно (по тяхно мнение) пълномощия. Ситуацията е нажежавана и от съществуващите вътре в Националсоциалистическата партия две крила – това на Адолф Хитлер, желаещо осъществяването на първо място на по-национална политика, и крилото на Грегор Щрасер, според което на първо място трябвало да се реализира социалистическата програма. Сред щурмоваците все по-често започва да се говори за необходимостта от осъществяването на втора, истинска Социалистическа революция. През това време именно СД на Хайдрих събира компрометиращи материали за Рьом и най-близките му съратници. Материалите, събрани от Хайдрих, сочат, че в недрата на СА се готви преврат. Силите на СА са разгромени през така наречената „Нощ на дългите ножове“ (30 юни 1934 г.), а самият Рьом е арестуван. Надзирателите му дават пистолет с един-единствен куршум, за да се самоубие, той отказва с думите „Ако трябва да бъда убит, нека Адолф го направи сам“ и малко по-късно е застрелян. По-рано през същата година, на 1 март Хайдрих получава званието групенфюрер от СС.
В рамките на апаратната борба между двете силови ведомства – СС и Вермахта, СД на Хайдрих взима сериозно участие в отстраняването от власт на главнокомандващия сухопътните войски генерал-полковник Вернер фон Фрич и министъра на отбраната Вернер фон Бломберг.
Сериозни търкания има и между СД на Хайдрих и военното разузнаване – Абвера, ръководен от бившия покровител на Хайдрих, Вилхелм Канарис. Пред външни лица двамата демонстрират дружески отношения и дори всяка сутрин се разхождат заедно. Но зад кулисите всеки се опитва да изкара другия от играта: Хайдрих заповядва да се правят тайни обиски в служебните помещения на Канарис, а той от своя страна търси доказателства за еврейския произход на Хайдрих.

#### Начело на органите за вътрешна сигурност
През 1936 г. Химлер става началник на немската полиция, а Хайдрих – шеф на „Зипо“ – полиция по сигурността (Sicherheitspolizei, Sipo) – хибрид между криминалната и политическата полиция. Зипо е напълно реорганизирана и става строго централизирана, старите кадри са заменени с верни националсоциалисти. С помощта на този силов инструмент Хайдрих получава възможност да се разправя както с враговете на режима, така и с личните си врагове. Агентите на полицията по сигурността следят евреите, комунистите, либералите и религиозните малцинства. Изнудването, арестите, побоите и убийствата са сред най-често използваните методи на Зипо.
През 1939 г. СД, Зипо и Гестапо (Тайна държавна полиция, Geheime Staatspolizei, Gestapo) са приведени в подчинение на новосъздаденото ведомство РСХА – Главна служба за имперска сигурност (Reichssicherheitshauptamt, RSHA), за ръководител на което е назначен Хайдрих. РСХА става свръхорганизация за събиране и анализ на информация, но и за унищожаване на опозицията.

### Втора световна война (1939 – 1945)
Именно на Хайдрих принадлежи разработката на плана за инсцениране на пограничния инцидент, получил названието „Глайвицки инцидент“. Цел на инсценировката е да се покаже, че нападението на Германия над Полша е само реакция на актовете на насилие над немците от страна на Полша. През август 1939 г. преоблечени в полска униформа есесовци нападат немски радиопредавател в град Глайвиц. На световните медии са показани трупове на „поляци“. На практика обаче това са труповете на загинали в концлагера Заксенхаузен. На 1 септември 1939 г. немските войски нападат Полша, и започва Втората световна война. При окупирането на Полша войските на СС, подчинени на Хайдрих, унищожават много представители на полската интелигенция, комунисти и евреи.
На 22 юни 1941 г. немските войски нападат Съветския съюз (СССР) по дълго разработвания план Барбароса. Следвайки бързия ход на движение на войските на Вермахта, подчинените на Хайдрих СС-войски и тук пристъпват към масови кланета, основно сред цивилното население и военнопленниците.
През първите години на Втората световна война Хайдрих се занимава не само с организационна работа. Като офицер от запаса от ВВС, той участва в бойни полети на немската авиация (отначало като радист на бомбардировач, а после като пилот на изтребител в кампаниите срещу Франция, Норвегия и СССР). Това отговаря на представата на Хайдрих за идеалния офицер от СС, който не само седи зад бюрото си, но и участва в реални бойни действия. След като обаче през 1941 г. самолетът на Хайдрих е свален източно от река Березина и Хайдрих е спасен от навреме пристигналите немски войници, Химлер лично му забранява да участва в бойни действия.
Точният брой на извършените от Хайдрих полети не е известен, документирано е само, че самолетът му е бил свален. Въпреки това, след завръщането си в Берлин той е награден с „Железен кръст“ I степен и получава сребърен фронтови знак, който иначе се дава само при извършени над 60 бойни полета.

#### Звания на Хайдрих в СС
- СС-ман (редник): 14 юли 1931
- Щурмфюрер СС (лейтенант): 10 август 1931
- Щурмхауптфюрер СС (капитан): 1 декември 1931
- Щурмбанфюрер СС (майор): 25 декември 1931
- Щандартенфюрер СС (полковник): 29 юли 1932
- Оберфюрер СС (междинно звание без аналог с общовойсковите звания): 21 март 1933
- Бригаденфюрер СС (генерал-майор): 9 ноември 1933
- Групенфюрер СС (генерал-лейтенант): 30 юни 1934
- Обергрупенфюрер СС (генерал): 27 септември 1941

#### Участие в „Окончателното решаване на еврейския въпрос“
Хайдрих е известен като един от главните архитекти на Холокоста и реализатор на замисъла за геноцид над евреите в Германия и окупираните страни.
Според нацистката идеология, евреите са въплъщение на образа на врага. Евреите, както и славяните, негрите и т.н. са обявени за хора второ качество (Untermenschen), а следователно, за същества недостойни да живеят. Единствената допустима форма за съществуването им следвало да бъде в качеството им на роби.
Още преди войната Хайдрих събира информация за еврейските организации, а СД щателно ги следи. Отначало, съгласно плановете на Хайдрих, съответстващи на представите на ръководството на Райха, евреите трябва да бъдат масово депортирани от страната. През 1938 г. Хайдрих изпраща своя подчинен Адолф Айхман във Виена, за да създаде и там, по примера на вече съществуващото в Берлин „Имперско централно бюро по еврейското изселване“ (Reichszentrale für jüdische Auswanderung) „Централно бюро по еврейското изселване“ (Zentralstelle für jüdische Auswanderung).
След окупацията на Полша, Хайдрих разпорежда да се създадат за евреите специални райони за компактно заселване (гета), както и да се сформират от местното еврейско население „еврейски съвети“ (Judenräte), които да се занимават с еврейските въпроси. Така Хайдрих успява да накара самите евреи да участват в политиката на собственото си унищожение. С помощта на Айхман Хайдрих провежда масово депортиране на евреите от Германия и Австрия в полските гета. За Хайдрих обаче гетата са само етап, междинна спирка по пътя на окончателната цел – пълното унищожаване на еврейското население на Европа.
При окупацията на страните от Източна Европа и значителна част от територията на Съветския съюз в ръцете на немската администрация се оказват огромен брой евреи и славяни – „расово непълноценни“ народи, подлежащи на унищожаване. По тази причина специалните команди за разстрели, създадени за провеждането на политиката на терор и национално изтребление, вече не могат да се справят със задачите да унищожат толкова голям брой хора. През юли 1941 г. Хайдрих получава заповед от Херман Гьоринг, с която той го упълномощава да вземе каквито счете за нужно мерки, насочени към постигането на „Всеобщо решение на еврейския въпрос“ (Gesamtlösung der Judenfrage). Хайдрих бързо разбира, че това е мащабна операция, за реализирането на която са необходими координираните действия на много министерства и ведомства. За целта на 20 януари 1942 г. в предградията на Берлин край езерото Ванзе е свикана така наречената Ванзейска конференция, имаща за цел да се разработи план за масовото унищожаване на евреите в Европа.
В рамките на проекта си Хайдрих предлага „…принудителен труд в условията на разделяне по полов признак. Трудоспособните евреи трябва да строят пътища и без съмнение, повечето от тях ще загинат в хода на тази работа от естествени причини“. Оцелелите трябва да бъдат подложени на „специално третиране“ (Sonderbehandlung). Хайдрих разбира под тези думи умъртвяването на евреите с глад и болести.
Така Хайдрих формулира основите на „Окончателното решение на еврейския въпрос“ (Endlösung der Judenfrage). Впрочем, не е ясно, дали името на операцията по унищожение на полските евреи „Операция Райнхардт“ (Aktion Reinhardt) произлиза от името на Хайдрих или от фамилията на държавния секретар Фриц Райнхардт.
Основната част от плановете за геноцид, приети на Ванзейската конференция, са осъществени след смъртта на Хайдрих.

#### Райхспротектор на Бохемия и Моравия
След като през март 1939 г. немските войски окупират остатъчна Чехия, там е създаден немският протекторат Бохемия и Моравия, начело с райхспротектор (имперски управител) с резиденция в пражкия район Храдчани. Първоначално на тази длъжност е назначен бившият немски министър на външните работи Константин фон Нойрат. Хайдрих обаче също желае длъжността и събира компромати срещу Нойрат.
Хайдрих получава поста заместник-имперски протектор (фактически става протектор), запазвайки и длъжността си началник на РСХА. На 27 септември 1941 г. се нанася в резиденцията в Храдчани. Още с пристигането му започва вълна от арести. Над 200 души са затворени. По заповед на Хайдрих в град Терезиенщат е създаден концлагер.
Самият Хайдрих си устройва собствена извънградска резиденция в конфискуваното имение на евреин на 20 км от Прага, където докарва семейството си. Вилата включва два замъка, терен от 125 хектара гора и поддържана градина. Лина Хайдрих ползва концлагеристи от Терезин за работници в имението.

#### Убийството
През 1938 г., по време на окупирането на Чехословакия от немските войски, част от министрите на чехословашкото правителство успяват да избягат във Великобритания, където съставят правителство в изгнание. Правителството е оглавено от бившия премиер на страната Едуард Бенеш, но англичаните не са твърде заинтересовани от неговата дейност. За да подобри имиджа си пред англичаните, правителството в изгнание започва да оказва подкрепа на Съпротивата. Целта е да се докаже на англичаните, че правителството в изгнание е способно да организира широкомащабно партизанско движение против немците. Същевременно организирането на съпротива на територията на Чехословакия е в „компетенциите“ на Великобритания, която обаче не се справя с тази задача. Тогава е решено да бъде убит Хайдрих и така да бъдат предизвикани ответни репресивни мерки от страна на Хитлер по отношение на местното население, които да подтикнат Съпротивата към по-активни действия.
В края на 1941 г. влиза в действие планът за убийството на имперския протектор. Операцията получава кодовото название „Антропоид“. Сутринта на 29 декември 1941 г. в 2 часа и 24 минути, подготвените от англичаните агенти Йозеф Габчик и Ян Кубиш скачат с парашут от борда на британски бомбардировач на територията на протектората Бохемия и Моравия. И двамата агенти успяват да достигнат до Прага и установяват контакт с чешките нелегални. След това няколко месеца събират информация за навиците на Хайдрих, дневния му режим, системата за охрана.
За разлика от много други функционери на НСДАП, Хайдрих обръща твърде малко внимание на охраната си. Той е убеден, че силна охрана би накърнила имиджа му на безстрашен ръководител, способен да унищожи всяка съпротива, появила се в страната. Демонстрирайки способността си да въведе железен ред в региона, Хайдрих всеки ден пътува до работното си място в личния си открит автомобил без охрана. Това, че Хайдрих не се страхува за живота си, се обяснява обективно с факта, че с идването му в протектората икономиката на Бохемия и Моравия се развива отлично, вдигнати са заплатите на работниците, взети са мерки за подобряване на социалното им положение.
За нападението над Хайдрих е избран стеснен участък от пътя на завой в пражкото предградие Либен. Тук колата „Мерцедес-Бенц“ на Хайдрих трябва рязко да намали скоростта, а наблизо няма полицейски участък. Сутринта на 27 май 1942 г. Габчик и Кубиш изчакват автомобила на Хайдрих. В чантите им са скрити картечни пистолети „Стен“ и ръчни гранати. Третият агент, Йозеф Валчик, заема позиция на близка височина, за да подаде сигнал при приближаването на Хайдрих с помощта на джобно огледалце. Обичайно перфектно точният Хайдрих обаче този път закъснява. В 10 часа и 32 минути, когато агентите вече възнамеряват да напуснат позициите си, опасявайки се от провал, Валчик подава сигнала. Когато машината на Хайдрих намалява на завоя, Габчик изважда картечния пистолет и се опитва да застреля Хайдрих от минимално разстояние, но пистолетът засича. Хайдрих, изглежда решавайки, че си има работа само с един терорист, заповядва на шофьора Клайн да спре автомобила и изважда оръжие. Тогава Кубиш хвърля в колата граната, но не я улучва. Гранатата се взривява зад дясното задно колело. Хайдрих и Клайн са изхвърлени от взривната вълна. Клайн е ранен в крака и не може да се движи, а Хайдрих, тежко ранен от осколки от гранатата, пада на предния капак на колата. След като ги откриват, чешките полицаи ги откарват в болница. (Според друга версия, Хайдрих започва да преследва нападателите и Кубиш, бягайки, хвърля зад гърба си гранатата, която ранява Хайдрих).
Рентгеновите снимки показват, че Хайдрих има счупени ребра и е ранен от осколки в далака. След направената операция, състоянието му временно се подобрява. Скоро обаче започва възпаление, предизвикано от инфекция на кръвта. Хайдрих изпада в кома и умира на 4 юни 1942 г. След като е изложено два дни в Прага, тялото на Хайдрих е откарано в Берлин. На 9 юни е проведено най-пищното и тържествено погребение, което Райхът е виждал. В церемонията по погребението участва цялата върхушка на страната. Прощалната реч държи лично Химлер, който нарича Хайдрих „железен“ човек.
Наказателните мерки не закъсняват. По заповед на Хитлер е напълно унищожено село Лидице, а целият протекторат е залят от вълна от репресии, които действително активизират партизанското движение в Чехословакия.
Хитлер награждава посмъртно Хайдрих с „Германски орден“ – награда, присъждана извънредно рядко и предназначена за висшите функционери на партията.
През първата годишнина от смъртта на Хайдрих, на мястото на покушението е поставен бюст-паметник, пред който минувачите са длъжни да се покланят. Бюстът е унищожен от съветските войски през 1945 г.
Има легенда, според която малко преди смъртта си Хайдрих, чувствайки се пълновластен господар на Чехия, си слага съхраняваната в Прага корона на Свети Вацлав, и става жертва на проклятието, което се стоварва върху всеки, който си слага чешката корона без да има това право.
Ръководството на РСХА след смъртта на Хайдрих е поето първоначално от самия Химлер, но на 30 януари 1943 г. го предава на Ернст Калтенбрунер. Постът имперски протектор на Бохемия и Моравия е зает от оберстгрупенфюрера от СС, генерал-полковника от полицията Курт Далюге.
Гробът на Хайдрих е в берлинското гробище на инвалидите (Invalidenfriedhof) в центъра на зона „А“. Предвиждало се там да бъде издигнат огромен величествен паметник, но заради войната това не било осъществено.

#### Операция „Възмездие“
Покушението срещу Хайдрих предизвиква незабавно разследване, което обаче е организирано извънредно лошо. Това дава шанс на убийците да се скрият. Впоследствие обаче нацистите започват кампания на масов терор срещу чешкото население. Обявено е, че всеки, на когото е известно местонахождението на убийците на протектора и не ги издаде, ще бъде разстрелян с цялото му семейство. В Прага се провеждат масови обиски, при които са заловени много от укриващите се по домовете участници в Съпротивата, евреи, комунисти и други преследвани от властите граждани. Въпреки че почти никой от тези хора няма отношение към покушението срещу Хайдрих, много от тях са разстреляни.
От лицето на земята е изтрито село Лидице. Цялото мъжко население над 16 години е избито, 172 жени са изпратени в концентрационен лагер, а децата – в „Централното бюро по въпросите на изселваните“ в град Лицманщат (Umwandererzentralstelle Litzmannstadt), където се губят следите на повечето от тях. Като причина за тази операция се сочи предполагаемата връзка между покушението и населението на селото. В рамките на операцията за възмездие за смъртта на Хайдрих са избити 5000 чехи.
Мястото, в което се крият британските агенти, криптата на православната църква „Св. св. Кирил и Методий“ в Прага, е издадено от предателя Карел Чурда. След многочасов бой с есесовците, агентите се самоубиват. Свещеникът на църквата и двама вярващи, укриващи убийците на Хайдрих, са арестувани. Намиращият се по това време в Берлин и незапознат със събитията пражки православен архиепископ Горазд, след завръщането си в Чехия заявява, че е готов да сподели наказанието, което ще понесат подчинените му.

### Личността на Хайдрих
Хайдрих има много стереотипни нордически качества: висок и слабоват блондин, с ледено спокойствие. Запазени са твърде малко записи с негови речи. Хайдрих е запален спортист и надарен музикант.
Хайдрих е добър помощник на своя шеф Химлер. Ръководни длъжности в СД заема от 29-годишна възраст, а РСХА оглавява на 35. Така например, той сам извършва почти цялата работа по интегрирането на политическата полиция в партийния апарат. На Херман Гьоринг се приписва следната шега: на немски: HHHH, Himmlers Hirn heißt Heydrich, „Ха-Ха-Ха-Ха. Мозъкът на Химлер се нарича Хайдрих“.
От детските години на Хайдрих се разнасят слухове, че той има еврейски произход и тази информация впоследствие е използвана от политическите му врагове. През 1932 г. един от лидерите на НСДАП – Грегор Щрасер заповядва на гаулайтера на регион Хале Рудолф Йордан да разследва тази информация. Първоначално сведенията подкрепят слуховете – бащата на Хайдрих, Бруно Хайдрих, фигурира в „Музикалната енциклопедия на Риман“ за 1916 г. като „Бруно Хайдрих, истинска фамилия Зюс“, а Зюс е много популярна еврейска фамилия. По-нататъшното разследване обаче показва, че информацията за фамилия Зюс е необоснована и следователно от страна на бащата Хайдрих няма еврейски корени. Не се потвърждават и слуховете за еврейски корени на майката.
Личното дело на Хайдрих, включително родословното му дърво, е под личния контрол на Мартин Борман и е напълно запазено. Родословното дърво обаче изобразява само едно поколение по майчина линия – отсъстват данни за бабата на Хайдрих по майчина линия, макар тази информация да е задължителна, за да се получи дори званието „СС-ман“ (редник от СС).
Същевременно, хипотезата за еврейския произход на Хайдрих е предмет на сериозно научно изследване. Израелският историк Шломо Аронсон при работата си върху докторска дисертация на тема „Хайдрих и периода на създаване на Гестапо и СД“ (публикувана през 1966 г.) построява генеалогичното дърво на Хайдрих по бащина линия до 1738 г., а по майчина – до 1688 г. и не намира сред предците му евреи.
Четвъртото дете на Хайдрих от брака му с Лина фон Остен – Марта, се ражда на 23 юли 1942 г., почти два месеца след смъртта на баща си. Лина, която наследява след смъртта на съпруга си замъка в Чехия, се опитва да играе самостоятелна политическа роля. През 1970-те години тя издава интересни мемоари, наречени „Живот с военен престъпник“, в които се съдържат важни сведения за взаимоотношенията на съпруга ѝ с Химлер и Канарис.

## Хайдрих в художествената литература и киното
Убийството на Хайдрих става сюжет на игрален филм само година след събитието. Това е американският филм „Палачите също умират“ (Hangmen Also Die, 1943), режисьор и сценарист на който стават немските антифашисти Фриц Ланг и Бертолт Брехт. Снимани са още два филма за пражкото покушение: чехословашкият „Покушение“ (Atentát, 1964) и американският „Операция Разсъмване“ (Operation Daybreak, 1975).
Хайдрих играе ключова роля в трилогията на Филип Кер „Berlin Noir“.
Американският фантаст Филип Дик написва алтернативния исторически роман „Човекът във високия замък“ (The Man in the High Castle). Действието на романа се развива през 1960-те години в победилия Трети Райх. Хайдрих се стреми да заеме поста райхсканцлер след смъртта на Хитлер и неговия непосредствен приемник Борман.
Действието на един от най-известните съветски сериали за нацистка Германия, „Седемнадесет мига от пролетта“ се развива след смъртта на Хайдрих, но във филма са показани документални кадри от погребението му.

## Галерия
- Адолф Хитлер и на заден план Райнхард Хайдрих във Виена – културната столица на Райха
- Химлер и Хайдрих
- Портите на лагера Терезиенщат със стандартния надпис „Arbeit macht frei“
- Вилата край Ванзе, в която е прието „окончателното решение на еврейския въпрос“. Сега музей на Холокоста
- Деца, изпращани в гето на територията на Полша